# Cluedo
Cluedo (англ.  /ˈkluːdoʊ/), или Clue в США — настольная игра для трёх-шести человек, в ходе которой имитируется расследование убийства. Игровое поле представляет собой план загородного особняка, в котором произошло преступление. Необходимо выяснить кто, где и чем убил хозяина дома — доктора Блэка (мистера Бодди в США). Под подозрением находится каждый гость особняка — игрок.
Игру придумал в 1944 году музыкант из Бирмингема Энтони Э. Пратт. Название составлено из слияния двух слов: англ. clue — улика и лат. ludo — играю. Впервые игра была издана в 1949 году компанией из Лидса «Waddingtons» и постепенно стала одной из самых известных настольных игр в Англии и США.
С 1994 года игру развивает и издаёт крупная американская компания по производству игрушек и настольных игр «Hasbro», купившая английскую «Waddingtons».
Популярность игры у нескольких поколений подряд сформировала хорошо узнаваемый торговый знак, позволив превратить Cluedo в коммерчески выгодную франшизу: возникло целое семейство подобных игр, варьирующих игровое поле, персонажей, орудия убийства или некоторые правила игры.
Издавались книги, видео- и компьютерные игры. Cluedo — редкая настольная игра, по мотивам которой снят фильм.
Игра по правилам первого издания продаётся как «Классическая детективная игра», в то время как продукты франшизы имеют каждый свой отличительный слоган. К примеру, в 2008 году компанией «Hasbro» представлен «современный» вариант игры «Cluedo: Discover the Secrets» (по которому издан и русифицированный вариант), заметно отличающийся от классического. Однако, после разразившейся критики в прессе и в фан-сообществах, в 2012 году был издан вариант «Cluedo: The Classic Mystery Game», за мелкими исключениями фактически вернувшийся к «праттовской» версии игры.
По Cluedo время от времени проводятся региональные чемпионаты — с призами и дипломами, — участники которых шьют тщательно продуманные костюмы своих любимых персонажей и читают немало специальной литературы, посвящённой этой игре.
В России в 1991 году был выпущен клон игры под названием «Кража», где убийство было заменено на, соответственно, кражу.

## История
Энтони Пратт зарабатывал на жизнь, аккомпанируя на фортепиано в небольших музыкальных коллективах, обеспечивающих комфортный отдых в фешенебельных круизных лайнерах и в дорогих загородных отелях. Одним из видов развлечения отдыхающих в те годы была игра в «Загадочное убийство», когда, собирая разбросанные там и тут «улики», гости выясняли, кто же из присутствующих, где и как «убил» одного или нескольких из отдыхающих. При этом стремились к максимальной натуральности, используя множество реквизитов, имеющихся комнат и помещений, и даже приглашая на ту или иную роль актёров. Игра была отголоском всеобщего увлечения детективными романами на пике популярности Агаты Кристи, но в таком виде требовала хорошей подготовки и значительных затрат.
Пратту пришла в голову идея, что хорошо бы упростить игру, абстрагировав реальные предметы и комнаты на бумаге, но сохранив при этом интригу игры.
Когда он узнал, что его друг и сосед, Джеффри Булл (Geoffrey Bull), придумал и запатентовал настольную игру (это была впоследствии довольно известная игра (англ. ) «Buccaneer»), и даже заключил контракт с производителем, — Пратт взялся за свою случайную идею всерьёз. 1 декабря 1944 года полный комплект документов на новую настольную игру был сдан в патентное бюро. Игра называлась «Убийца!» и рассчитывалась на десять игроков. Через три месяца, в феврале 1945 года, благодаря всё тому же Джеффри Буллу, Энтони Пратт встретился с Норманом Уотсоном (Norman Watson), управляющим завода по производству игрушек «Waddingtons». Уотсон признал игру перспективной, но требующей некоторой доработки.
На всевозможные согласования и формальности, вместе с ограничениями послевоенного времени, ушло почти три года. В 1948 году игра вышла одновременно в Англии и в США: «После „Монополии“ у компании „Waddingtons“ было немало успехов, но ни один из них и не приближался по успеху к „Cluedo“» — вспоминал позже сын Нормана Уотсона.
Изданная игра отличалась от запатентованного образца. 
В новом названии — «Cluedo» (/ˈkluːdoʊ/), несмотря на официальное объяснение со ссылкой на латинский глагол «я играю», — легко угадывался намёк на хорошо известную в Англии и США игру «Ludo». 
С игрового поля исчезла «Оружейная комната» и «Подвал», а из персонажей — мистер Браун, мистер Гольд, мисс Грей и миссис Сильвер. Преподобный Гринн стал просто мистер Гринн (чтобы избежать неловкости считать убийцей священника); нянюшка Уайт из прислуги превратилась в полноценного гостя миссис Уайт; а полковник Жёлтый (Yellow) стал колоритным полковником Горчицей (Mustard), что на сленге можно было понять и как «бывалый лётчик», и как «ядрёный (сексапильный) парень». Немного изменились и запатентованные орудия убийства, — вместо бомбы появился подсвечник, а вместо шприца — обрезок свинцовой трубы. Остальные предметы (топор, бейсбольная бита, кинжал, верёвка, револьвер, склянка с ядом и каминная кочерга) в первом издании не изменялись.
Также немного изменились и правила. В игре, запатентованной Праттом, убитый определялся случайно в начале игры и тут же из неё выбывал. Лишние карточки не раздавались на руки, а раскладывались по комнатам. «Объявить о подозрении» можно было только встав на поле вместе с подозреваемым игроком, при этом количество «подозрений», которые мог объявить игрок, ограничивалось наличием специальной фишки-счётчика. Однако почти все опущенные при первом издании детали так или иначе использовались впоследствии в различных продуктах франшизы Cluedo.

## Комплект игры
В русской версии 2008 года в игровой комплект входят: игровое поле, 6 фишек гостей, 6 карт личностей, колода карт со слухами, колода карт интриги, блокнотик «ключ к разгадке», «скандальный конверт», два кубика (одна из граней заменена на грань со знаком вопроса) и 9 возможных орудий преступления. От 3 до 6 игроков от девяти лет и старше.

### Персонажи
В игре шесть игроков-персонажей — подозреваемых в убийстве. Каждому из игроков соответствует свой цвет. В русской версии игры от 2008 года персонажам дали русские имена, сохранив оригинальное цветовое соответствие.
- Мисс Скарлетт (англ. Miss Scarlett, «алый») / Елизавета Краснова — красный; в американской версии игры имя пишется с одной t;
- Полковник Мастард (Colonel Mustard, «горчица») / Дмитрий Горчичников — жёлтый;
- Миссис Уайт (Mrs. White, «белый») / Наталья Белых — белый (в последних версиях заменена на доктор Орчид (розовый) / Цветкова, в редакции Магнита была удалена из игры);
- Преподобный Грин (The Reverend Green, «зелёный») / Яков Зеленович — зелёный; до американской версии 2002 года носил имя Мистер Грин (Mr. Green);
- Миссис Пикок (Mrs. Peacock «павлин» или «павлиний цвет») / Галина Голубева — синий;
- Профессор Плам (Professor Plum, «слива») / Виктор Черниченко — фиолетовый;

### Оружие
Классическими вариантами оружия убийства являются:
- Подсвечник
- Нож
- Револьвер
- Верёвка
- Свинцовая труба (в некоторых ранних изданиях фишка этого оружия была сделана из настоящего свинца, и поэтому представляла риск отравления свинцом) (в редакции Магнита была удалена из игры)
- Гаечный ключ

В некоторых изданиях игры список оружия мог несколько варьироваться, например в игре от 2008 года:
- Подсвечник
- Нож
- Револьвер
- Верёвка
- Топор
- Трофейный кубок
- Бита
- Гантель
- Яд

### Комнаты

Комнаты

Игровая доска представляет собой план особняка, в котором девять комнат. Двери комнат расположены таким образом, чтобы не быть противоположными друг другу. Центральная комната Подвал игрокам не доступна, но содержит конверт с ключом ко всей игре. Из девяти комнат в двух есть секретные ходы, ведущие в две другие комнаты. Фигурки игроков стартуют с маркированных точек, цвета которых соответствуют цветам фигурок.
|            |            | X |        |                  |            | X |   |   |
|            | †          |   |        | Танцевальный зал |            |   | ‡ |   |
| Кухня      | Зимний сад |   |        | Танцевальный зал |            |   |   |   |
|            |            |   |        | Танцевальный зал |            |   |   |   |
|            |            |   |        |                  |            |   |   | X |
|            | Столовая   |   | Подвал |                  | Бильярдная |   |   |   |
|            | Столовая   |   | Подвал |                  |            |   |   |   |
| Библиотека | Столовая   |   | Подвал |                  |            |   |   |   |
| X          |            |   |        |                  |            |   |   | X |
|            |            |   | Холл   |                  |            |   |   |   |
| Гостиная   | Кабинет    |   |        |                  |            |   |   |   |
| ‡          | †          |   |        |                  |            |   |   |   |
|            |            | X |        |                  |            |   |   |   |

Знаки † ‡ обозначают соответствующие секретные проходы.

## Правила игры
В начале игры из колод персонажей, орудий преступления и комнат вытягивают наугад по одной карте и, никому не показывая, кладут в «скандальный конверт». Эти три карты и становятся ответом на три вопроса игры: кто, где и чем убил хозяина особняка? — Остальные карты перемешиваются и раздаются игрокам. Орудия убийства помещаются в центральной комнате (в подвал). Игроки так или иначе распределяют фишки и становятся подозреваемыми соответственно персонажам фишек. В классической версии игру начинает мисс Скарлетт и далее — по часовой, позднее установилось общее для почти всех игр правило определять начинающего с помощью случайных указаний, — к примеру, с помощью кубика.
Определив начинающего, игроки поочерёдно бросают кубик (или два) и двигают свои фишки по клеткам коридоров, направляясь в интересующие их комнаты, «разбредаются по дому». Попав в определённую комнату, игрок вправе заявить о возникшем у него подозрении, — «пустить слух», к примеру: «Полагаю, это вероломное убийство совершил этот лицемерный негодяй, полковник Мастард, в библиотеке, использовав для отвода естественных в его случае подозрений гаечный ключ». — Причём, для того, чтобы заподозрить место преступления, фишка заявляющего о подозрении игрока должна находиться в соответствующей комнате, из примера следует, — в библиотеке. Фишка «подозреваемого» и фишка «орудия преступления» тут же перемещаются в комнату, в которой возникло «подозрение».
О подозрении нельзя заявлять в коридорах. Перенесённый против воли в другую комнату «подозреваемый» обычно получает какую-нибудь маленькую компенсацию, — право вытянуть «карту интриги», например. Существует минимум 324 возможные комбинации из имени подозреваемого, места и орудия преступления, что делает игру вполне непредсказуемой.
После заявления о подозрении первый слева от заявлявшего игрок должен опровергнуть подозрение, предъявив, скрытно от других, одну и только одну из имеющихся у него карт, если она упоминалась среди «подозрительных»: «Как Вы смеете оскорблять подозрениями ветерана из батальона надувных танков?! У меня есть неопровержимое доказательство невиновности нашего героя! Кстати, полковник, у Вас ус отклеился» — Остальные, не зная, какую именно карту показали в оправдание, делают в «блокнотике расследования» соответствующие их разумению пометки.
Если у первого игрока слева никаких оправдательных карт нет, право оправдать подозреваемого переходит к следующему по часовой стрелке игроку, пока не дойдёт до заявлявшего, на чём его ход завершается. Разумеется, первое же опровержение, разрушает и всё подозрение целиком.
Игрок, который собрал достаточно улик, чтобы с большой вероятностью назвать точно три карты, лежащие в конверте, дождавшись своего хода, направляется к центральной комнате и «заявляет обвинение», называя полностью разоблачённого, по его мнению, убийцу, а также место и орудие преступления. После чего ему разрешается скрытно от других проверить конверт. Если обвинение ложно, игрок теряет право ходить и заявлять о подозрениях, но обязан предъявлять опровержения, если они у него имеются, и может стать подозреваемым. Если обвинение верно, игра прекращается. Оставшиеся время и чувство юмора можно потратить на заслуженную казнь убийцы.

### Особенности
- Перемещаться по диагонали нельзя
- Полностью расходовать свой ход необязательно
- Через занятое поле можно проходить, но на нём нельзя остановиться
- Вход в комнату означает остановку
- Из любой комнаты следующим ходом нужно выйти (правило не касается перемещённых по подозрению)
- В комнату, из которой в течение хода вышел, возвращаться нельзя
- Или бросаешь кубик, или идёшь «тайным ходом»
- Играть интереснее всего «полным составом»; в неполном составе карты отсутствующего игрока кладут в центральной комнате открытыми, либо исключают из колоды соответствующее число комнат и/или орудий преступления

## Стратегия
Как и во многих других играх, маленькие хитрости позволяют игроку быстрее прийти к победе или замедлить приход к ней соперников. Стратегии игры в Cluedo посвящена даже специальная литература.
- Замечено, что стартовая позиция миссис Пикок (Голубевой) на одну клетку ближе к первой на пути комнате, чем позиции остальных игроков; в то же время, профессор Плам (Черниченко) стартует ближе всех к библиотеке, из которой тайный ход ведёт в самую труднодоступную комнату — кухню[8]. Также, традиционно, мисс Скарлетт (Краснова) имеет преимущество первого хода.
- В некоторых случаях блокирование входа в комнату предпочтительнее продолжения пути[9]
- Важно, какую комнату посетить первой. Миссис Пикок (Голубева) изначально находится ближе других к Зимнему Саду, из которой в следующую комнату можно попасть, не бросая кубик, — через тайный ход. Мисс Скарлетт имеет такое же преимущество по отношению к Гостиной.
- Чем больше слухов и подозрений сможет распространить игрок, тем больше достоверной информации он соберёт, что позволит ему быстрее определить содержание «скандального конверта». Вот почему посещение комнат с максимально возможной частотой стратегически выгодно.
- Игроку следует извлекать всю доступную пользу от «тайных ходов». Следование из комнаты в комнату кратчайшим путём — тоже выгодная стратегия. Даже если карта комнаты с тайным ходом имеется на руках, возможность заявить о мучающих вас подозрениях не стоит упускать.
- В играх, где правилами запрещается перескакивать через фишку соперника, коридоры шириной в одну клетку становятся потенциальной ловушкой, — намечая дальнейший путь, такие коридоры благоразумно избегать.
- Каждый игрок начинает игру, имея на руках от трёх до шести карт. Для более быстрой победы очень важно следить, какие карты кто кому показывает и кто чьи видит. Блокнот, прилагаемый к игре и выдающийся каждому игроку, может значительно облегчить эту сложную задачу. Старайтесь отмечать не только те карты, которые вы видели сами, но и те, которые, по вашему мнению, соперники показали друг другу, как и те, которых у них точно нет. При экспертном использовании блокнота игроку легко увидеть не только у кого какие карты, но даже кто какие карты каких игроков видел.
- Правилами не запрещается заявлять подозрительной карту, которая на самом деле находится у вас. — Это может сбить с толку соперников, которые, не услышав опровержения, будут вынуждены ошибочно предположить, что карта находится в конверте. Следовательно, иногда выгодно заходить даже в комнату, карту которой вы держите, — если она, к примеру, ближе других.
- Поскольку, по правилам, фишка подозреваемого и орудия убийства перемещаются в комнату, где заявлено подозрение, иногда выгодно заявить о подозрении на игрока, близкого, по вашим наблюдениям, к обвинению. Таким образом его фишка переместится в выгодную вам, а не ему комнату. — При этом тоже можно заявлять уже известные вам карты.

## Киноадаптации
Было снято несколько фильмов, среди которых самыми известными являются выпущенный в 1976 году «Ужин с убийством» (от игры в нём была взята только концепция, сами персонажи являлись пародией на известных кинодетективов) и «Улика» 1985 года (который является полной экранизацией игры и использует не только её сюжет, но и персонажей). В сериале «Сверхъестественное» игре посвящена целая серия («Спросите Дживса», 6 эпизод 10го сезона). Игра также упоминается в сериале ВВС «Шерлок» и сериале «Люцифер». В 7 серии 9го сезона сериала «Место преступления. Нью-Йорк» преступник планирует и совершает убийства основываясь на сюжете игры. 
Известный американский мультсериал «Ю́жный Парк» (South Park) нашёл своё продолжение в одной из вариаций игры Cluedo - «Кто убил Кенни?». Фанаты мультсериала знают, как часто Стэн восклицал коронную фразу: «Господи, они убили Кенни!». Она то и легла в основу адаптации Cluedo под вселенную Южного Парка: игрокам предстоит провести расследование и узнать, кто, где и с помощью какого предмета убил Кенни.